# 17. majeviška brigada (NOVJ)
Za druge 17. brigade glejte 17. brigada.
17. majeviška brigada (srbohrvaško 17. majevička brigada) je bila brigada v sestavi Narodnoosvobodilne vojske in partizanskih odredov Jugoslavije in ki je delovala med drugo svetovno vojno na področju Kraljevine Jugoslavije.

## Organizacija
- štab
- 3x bataljon